# Eutropha obscura
Eutropha obscura är en tvåvingeart som beskrevs av Curtis W. Sabrosky 1959. Eutropha obscura ingår i släktet Eutropha och familjen fritflugor. Inga underarter finns listade i Catalogue of Life.